# David Yankey
David Famiyekyi Yankey (Sydney, 18 gennaio 1992) è un giocatore di football americano australiano naturalizzato statunitense che gioca nel ruolo di offensive guard per i Carolina Panthers della National Football League. Scelto nel corso del quinto giro (145º assoluto) del Draft NFL 2014 dai Minnesota Vikings, in precedenza aveva giocato a football per i Cardinal della Stanford University.

## Carriera universitaria

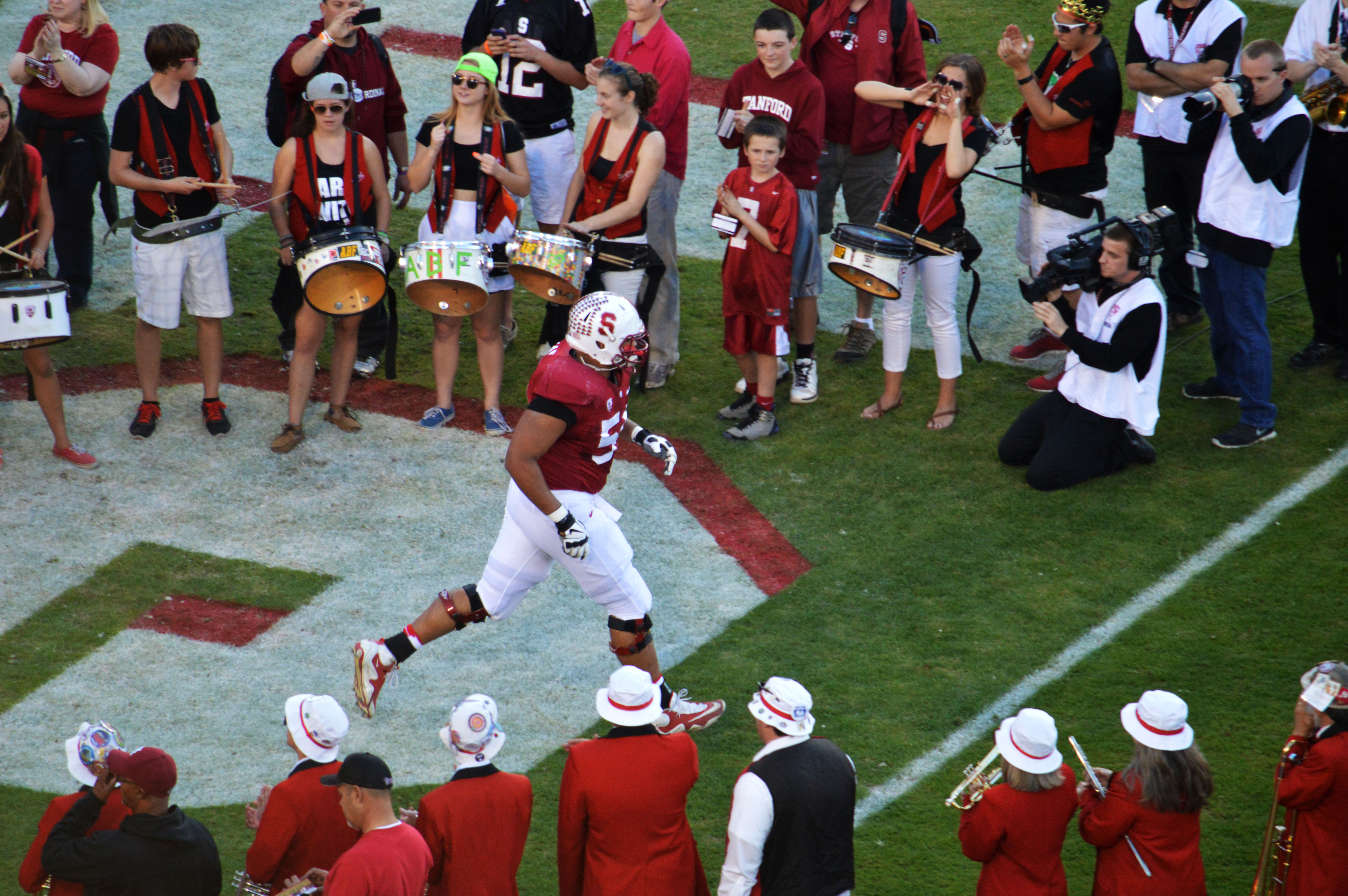
Yankey fotografato durante l'ingresso in campo nel match contro Notre Dame nel 2013.

Dopo aver giocato a football per la Centennial High School della sua città, Roswell, presso la quale fu un all-state offensive lineman, Yankey decise di accettare la borsa di studio offertagli dalla prestigiosa Stanford University. 
Nel suo primo anno a Stanford, Yankey scese in campo contro Sacramento State ed UCLA, prima di chiudere anzitempo la stagione a causa di un infortunio. Egli fu inoltre il primo offensive lineman dell'ateneo a scendere in campo come freshman a partire dalla stagione 2000. Una volta ristabilitosi fisicamente, nel 2011 fu la guardia sinistra titolare dei Cardinal, ruolo nel quale scese in campo 13 volte dall'inizio, aiutando l'attacco su corsa a classificarsi secondo nella Pac-12 con 210,62 yard corse in media a partita, ed il quarterback Andrew Luck a stabilire il proprio record di touchdown messi a segno in una singola stagione (37) ed in carriera (82).
Nel 2012 fu spostato nel ruolo di tackle sinistro, ruolo nel quale disputò tutti e 14 gli incontri come titolare, aiutando due freshman quarterback a subire il minor numero di sack della Pac-12 (17) ed il runningback Stepfan Taylor a raggiungere quota 1.530 yard su corsa, cifra che rappresentò il secondo miglior risultato di tutti i tempi dell'ateneo californiano. A riconoscimento di quest'ottima stagione, Yankey fu inserito nel First-team All-American e nel First-team All-Pac-12, ed insignito del Morris Trophy 2012 che individua il miglior offensive lineman della Pac-12. Nel 2013 fu capitano della squadra e membro di una offensive line che, a livello nazionale, si classificò 7ª in tackle con perdita di yard concessi (4,14 in media a partita), 11ª in sack concessi (1,14 in media a partita), 22ª in attacco su corsa (207,4 yard in media a partita). A fine stagione fu ancora una volta inserito nel First-team All-Pac-12 ma soprattutto fu solo l'8º giocatore nella storia di Stanford ad essere eletto Unanimous All-American.

### Vittorie e premi

#### Università
- Rose Bowl: 1

Stanford Cardinal: 2012
- Orange Bowl: 1

Stanford Cardinal: 2010
- Pac-12 Championship: 2

Stanford Cardinal: 2012, 2013

#### Individuale
- First-team All-American: 2

2012, 2013
- First-team All-Pac-12: 2

2012, 2013
- Morris Trophy: 1

2012

## Carriera professionistica

### Minnesota Vikings
Yankey era considerato una delle migliori guardie in vista del Draft NFL 2014 (era pronosticato per esser scelto tra 3º e 4º giro) al quale si presentava da underclassman, avendo deciso di rendersi eleggibile dopo aver rinunciato al suo ultimo anno al college. Il 10 maggio 2014 fu in seguito selezionato al 5º giro del Draft come 145º assoluto e sei giorni dopo firmò il suo primo contratto da professionista, un quadriennale a oltre 2,4 milioni di dollari di cui 206.900 garantiti alla firma.
Durante la sua prima stagione in forza alla franchigia del Minnesota, Yankey fu inattivo in 15 gare su 16 e fu l'unico rookie dei Vikings a non prender parte a neanche uno snap durante la stagione regolare. Egli fu in particolar modo ritenuto dal coaching staff non ancora pronto sia fisicamente che a livello di tecnica, ciò anche perché durante l'estate non poté prender parte con regolarità alle attività della franchigia, dovendo ritornare all'università per completare il proprio percorso accademico di studi.

## Vita privata
Nato nella città australiana di Sydney, si trasferì da piccolo con la sua famiglia negli Stati Uniti nella città di Roswell, ricevendo il 22 maggio 2014 la cittadinanza statunitense.